# Modern Drummer
Modern Drummer es una revista musical estadounidense publicada mensualmente desde 1977. Se la considera la revista más influyente en el ámbito de la percusión y la batería, además de la más leída y la más antigua. 
Su contenido incluye desde entrevistas a bateristas de renombre hasta consejos sobre técnica, pasando por recomendaciones de productos, discos y artistas. Cada año realiza una encuesta entre sus lectores para elegir al mejor baterista del momento. También organiza su propio festival, el Modern Drummer Festival.